# Chiesa di Sant'Angelo de Miccinellis
La chiesa di Sant'Angelo de Miccinellis, anche nota con i nomi Sant'Angelo de Reniczo e San Giuliano in Banchi, era una chiesa di Roma che si trovava lungo la via dei Banchi Nuovi (n. 21), nel rione Ponte. Era dedicata a san Michele Arcangelo e, in seguito, a san Giuliano l'Ospitaliere. Gli epiteti "Miccinellis" e "Reniczo" si riferiscono alle famiglie nobili che vivevano nell'area.

## Storia

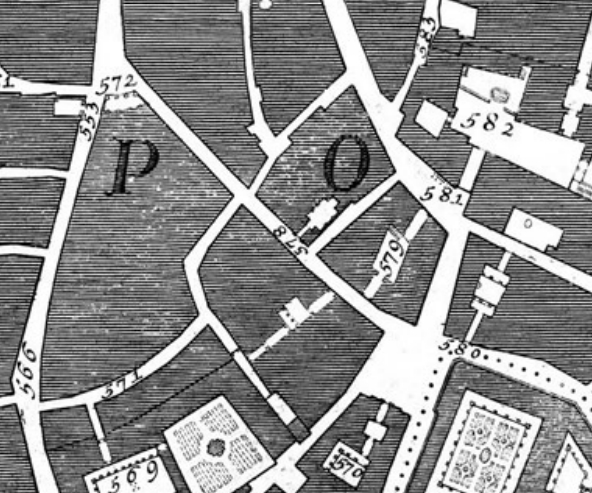
La chiesa (indicata dal numero 578) nella mappa di Roma di Giovanni Battista Nolli (1748).

Questa chiesa fu innalzata probabilmente nel dodicesimo secolo, e la sua prima menzione documentata, con il nome Sant'Angeli a Domo Egidii de Poco, compare in una bolla promulgata nel 1186 dal papa Urbano III. Questa bolla elenca le chiese sussidiarie della chiesa parrocchiale di San Lorenzo in Damaso. Nel 1218, il papa Onorio III della famiglia Savelli (sul soglio pontificio dal 1216 al 1227) l'assegnò alla parrocchia della chiesa vicina dei Santi Celso e Giuliano, assieme a quelle di San Pantaleo iuxta Flumen e San Salvatore de Inversis. La chiesa viene menzionata anche nel catalogo Parigino (1230 circa) come S. Angelus de Tenuco, nel catalogo di Torino (1320 circa) come Ecclesia Sancti Angeli e nel catalogo del Signorili (1425 circa) come Sci. Angeli de Rinczo.
Nel 1472, quando l'edificio era già abbastanza fatiscente, la struttura passò al collegio del Cursori, Messi e Corrieri Pontifici. Il papa Adriano VI (pontefice dal 1522 al 1523) restaurò la chiesa e la concesse alla Confraternita di San Giuliano, che era stata fondata nella chiesa di Santa Cecilia a Monte Giordano agli inizi del sedicesimo secolo. Prima del Giubileo del 1525, la confraternita restaurò la facciata della chiesa. Tra il 1818 e il 1822, la chiesa fu ricostruita in stile neoclassico basandosi sui disegni dell'architetto Giuseppe Valadier. Oltre all'altare maggiore, la chiesa possedeva due altari laterali su ciascun lato della navata. La chiesa era ancora in piedi ai tempi di Mariano Armellini e di Christian Hülsen, ma venne demolita tra il 1939 e il 1940. Al suo posto venne eretto un edificio residenziale.